# ماتياس أوكامبو
ماتياس أوكامبو (بالإسبانية: Matías Ocampo)‏ هو لاعب كرة قدم أوروغواياني، ولد في 14 مارس 2002 في مونتفيدو في الأوروغواي.

## وصلات خارجية
- ماتياس أوكامبو على موقع قاعدة بيانات كرة القدم.إي يو (الإنجليزية)
- ماتياس أوكامبو على موقع Soccerway.com (الإنجليزية)
- ماتياس أوكامبو على موقع عالم كرة القدم.نت (الإنجليزية)